# Sân bay quốc tế Sultan Hasanuddin
Sân bay quốc tế Sultan Hasanuddin là một sân bay ở Ujung Pandang/Makassar, Nam Sulawesi, Indonesia (IATA: UPG, ICAO: WAAA).

## Lịch sử
Sân bay Hasanuddin được xây dựng vào năm 1935 bởi Chính quyền Indies Hà Lan, được đặt tên bãi bay Kadieng và nằm khoảng 22 km về phía bắc của thành phố. Một đường băng sân bay với mặt cỏ có kích thước 1.600 mx 45 m (đường băng 08-26) đã được khánh thành vào ngày 27 tháng 9 năm 1937, đánh dấu bằng các chuyến bay thương mại nối liền Singapore với máy bayt KNILM D2/F6  của công ty KNILM (Koninklijke Nederlands Indische Luchtvaart Maatschappij). Năm 1942, chính phủ Nhật Bản đã mở bãi bay sử dụng lao động tù binh và đổi tên thành bãi bay Mandai. Trong năm 1945, chính phủ các đối tác Hà Lan xây dựng một đường băng mới.
Năm 1950, Bộ Công chính Chính phủ Indonesia, Cục sân bay tiếp quản bãi bay này, và nó đã được chuyển giao cho Hàng không dân dụng, nay là Tổng cục Vận tải hàng không vào năm 1955, mở rộng đường băng 2.345 mx 45m và đổi tên thành sân bay Air Mandai. Năm 1980, đường băng 13-31 được xây dựng với kích thước 2500 mx 45 m, trong năm đó, sân bay Air Mandai đổi tên thành sân bay Hasanuddin.
Ngày 20 tháng 8 năm 2008, nhà ga mới đi vào hoạt động. Nhà ga mới lớn gấp 5 lần nhà ga cũ và có thể phục vụ hầu hết các loại máy bay từ chiếc máy bay nhỏ đến Boeing 747.
Ngày 08 tháng 1 năm 2010, sân bay khánh thành xây dựng mới đường băng dài 3.100 m 3/21) cho bay thương mại. Với việc khánh thành đường băng thứ 2, Hasanuddin đã trở thành sân bay thứ hai tại Indonesia có hai đường băng sau sân bay quốc tế Soekarno-Hatta Jakarta. Đây cũng là sân bay duy nhất ở Indonesia có một cặp đường băng (như giao cắt nhau) không song song.
Từ 2011 - 2012, chính quyền địa phương sẽ bắt đầu mở rộng đường băng từ 3.100 m đến 3500 m để nó có thể phục vụ máy bay lớn nhất như 747. Dự án vẫn phải chờ đợi giải phóng mặt bằng của khu vực cư trú gần đó.

## Các hãng hàng không và các điểm đến

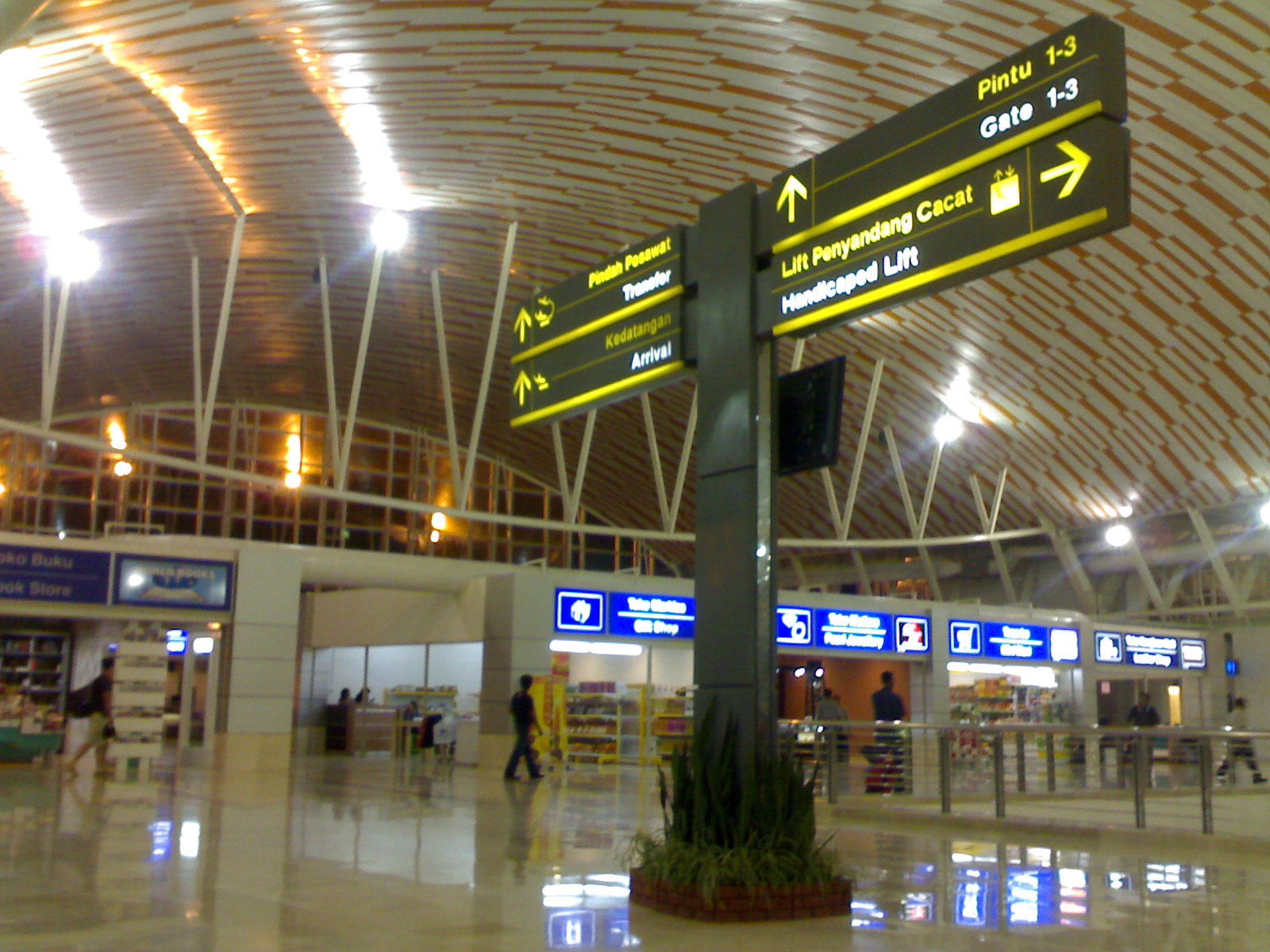
Sảnh đi

| Hãng hàng không            | Các điểm đến |
| -------------------------- | --- |
| AirAsia                    | Kuala Lumpur |
| Airfast Indonesia          | Surabaya, Timika |
| Batavia Air                | Ambon, Balikpapan, Gorontalo, Jakarta, Jayapura, Kendari, Luwuk, Manokwari, Palu, Surabaya, Ternate                                                       |
| Express Air                | Bau-Bau, Bima, Fak Fak, Jakarta, Jayapura, Luwuk, Mamuju, Manokwari, Sorong, Surabaya, Ternate, Yogyakarta                                                |
| Garuda Indonesia           | Ambon, Balikpapan, Bandung, Biak, Denpasar, Gorontalo, Jakarta, Jayapura, Kendari, Manado, Manokwari, Palu, Sorong, Surabaya, Ternate, Timika, Yogyakarta |
| Garuda Indonesia           | Singapore |
| Indonesia Air Transport    | Soroako |
| Lion Air                   | Ambon, Balikpapan, Denpasar, Gorontalo, Jakarta, Jayapura, Kendari, Manado, Manokwari, Palu, Sorong, Surabaya, Ternate, Yogyakarta                        |
| Malaysia Airlines          | Kuala Lumpur |
| Merpati Nusantara Airlines | Balikpapan, Banjarmasin, Bau-Bau, Biak, Bima, Jakarta, Kendari, Mamuju, Manado, Manokwari, Merauke, Palu, Sorong, Surabaya, Ternate, Timika, Yogyakarta   |
| Nusantara Buana Air        | Selayar |
| Pelita Air Service         | Jakarta, Mamuju, Sorong |
| Sriwijaya Air              | Ambon, Biak, Balikpapan, Gorontalo, Jakarta, Jayapura, Kendari, Manado, Manokwari, Surabaya, Palu, Ternate, Timika, Sorong                                |
| Trigana Air Service        | Luwuk |
| Wings Air                  | Ambon, Bau-Bau, Gorontalo, Kendari, Mamuju, Manado, Wakatobi, Kolaka                                                                                      |